# Jaime Mata
Jaime Mata Arnaiz (Madrid, 24 oktober 1988) is een Spaans voetballer die als aanvaller speelt. Mata debuteerde in 2019 voor het Spaans voetbalelftal.

## Clubstatistieken
| Seizoen         | Club             | Land            | Competitie         | Competitie | Competitie | Beker | Beker | Supercup | Supercup | Europees | Europees | Totaal | Totaal |
| Seizoen         | Club             | Land            | Competitie         | Wed.       | Dlp.       | Wed.  | Dlp.  | Wed.     | Dlp.     | Wed.     | Dlp.     | Wed.   | Dlp.   |
| --------------- | ---------------- | --------------- | ------------------ | ---------- | ---------- | ----- | ----- | -------- | -------- | -------- | -------- | ------ | ------ |
| 2011/12         | Rayo Vallecano B | Vlag van Spanje | Segunda División B | 37         | 9          | —     | —     | —        | —        | —        | —        | 37     | 9      |
| 2012/13         | Lleida Esportiu  | Vlag van Spanje | Segunda División B | 34         | 14         | —     | —     | —        | —        | —        | —        | 34     | 14     |
| 2013/14         | Lleida Esportiu  | Vlag van Spanje | Segunda División B | 36         | 15         | 4     | 2     | —        | —        | —        | —        | 40     | 17     |
| 2014/15         | Girona FC        | Vlag van Spanje | Segunda División   | 38         | 10         | 1     | 0     | —        | —        | —        | —        | 39     | 10     |
| 2015/16         | Girona FC        | Vlag van Spanje | Segunda División   | 38         | 9          | —     | —     | —        | —        | —        | —        | 38     | 9      |
| 2016/17         | Real Valladolid  | Vlag van Spanje | Segunda División   | 28         | 5          | 3     | 1     | —        | —        | —        | —        | 31     | 6      |
| 2017/18         | Real Valladolid  | Vlag van Spanje | Segunda División   | 39         | 33         | 2     | 0     | —        | —        | —        | —        | 41     | 33     |
| 2018/19         | Getafe CF        | Vlag van Spanje | Primera División   | 34         | 14         | 4     | 2     | —        | —        | —        | —        | 38     | 16     |
| 2019/20         | Getafe CF        | Vlag van Spanje | Primera División   | 34         | 11         | —     | —     | —        | —        | 7        | 3        | 41     | 14     |
| 2020/21         | Getafe CF        | Vlag van Spanje | Primera División   | 33         | 5          | 2     | 0     | —        | —        | —        | —        | 35     | 5      |
| 2021/22         | Getafe CF        | Vlag van Spanje | Primera División   | 22         | 1          | 2     | 3     | —        | —        | —        | —        | 24     | 4      |
| 2022/23         | Getafe CF        | Vlag van Spanje | Primera División   | 6          | 0          | 2     | 0     | —        | —        | —        | —        | 8      | 0      |
| Carrière totaal | Carrière totaal  | Carrière totaal | Carrière totaal    | 379        | 126        | 20    | 8     | 0        | 0        | 7        | 3        | 406    | 137    |

Bijgewerkt op 3 februari 2023.